# Sandön (Dragsfjärd)
Pour les articles homonymes, voir Sandön.
Sandön est une île de l'archipel finlandais à Kimitoön en Finlande.

## Géographie
Sandön est une île de sable à l'ouest de l'île de Kimito.
L'île est un prolongement du Salpausselkä et sa caractéristique est le long promontoire sablonneux à son extrémité orientale, qui se prolonge comme un esker bas. 
Sandön mesure environ 1,6 kilomètre de long, 500 mètres de large et sa superficie est d'environ 41 hectares,.
Sandön fait partie du parc national de l'archipel.

## Galerie

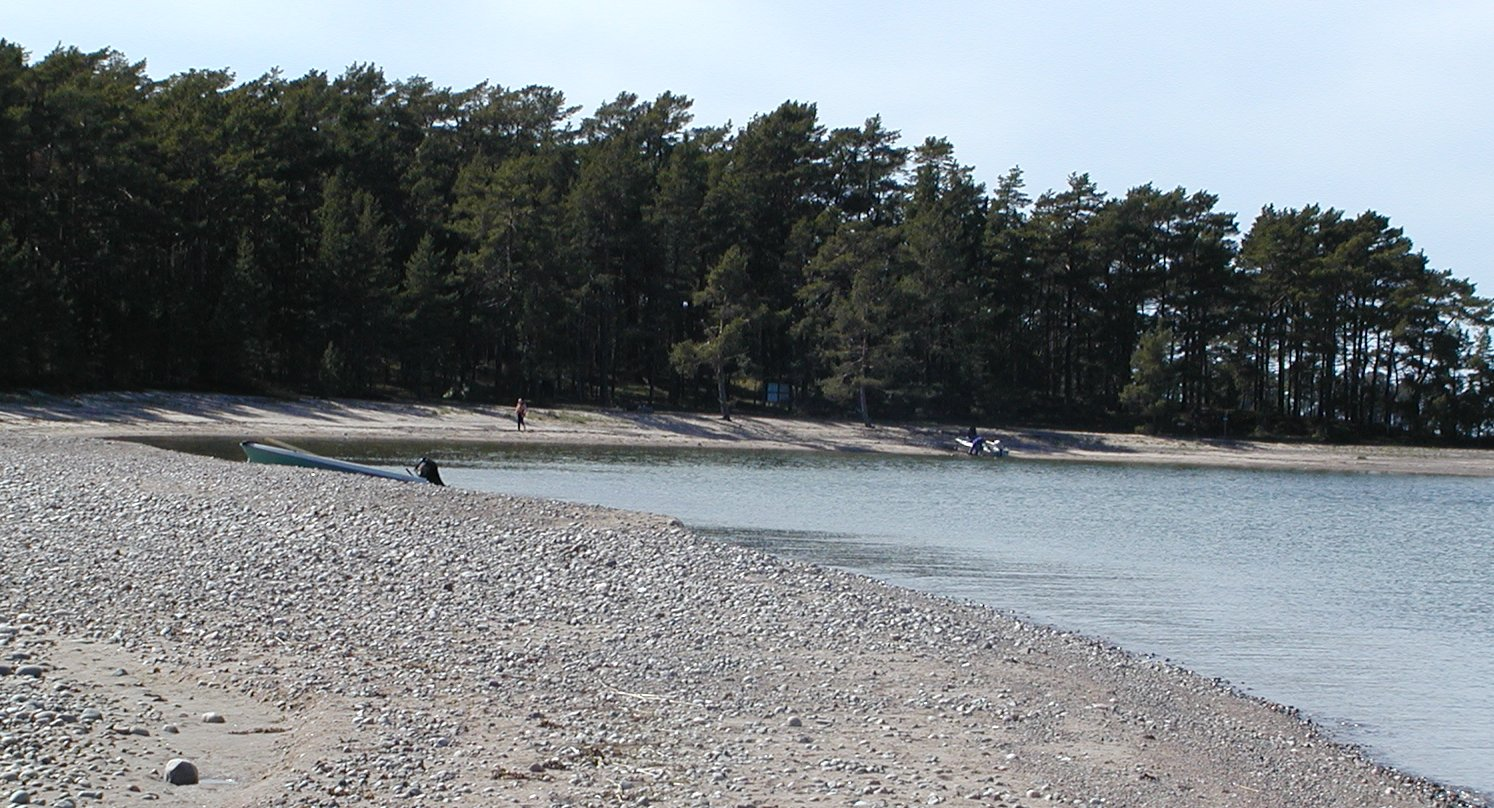
Cote nord de l'île.
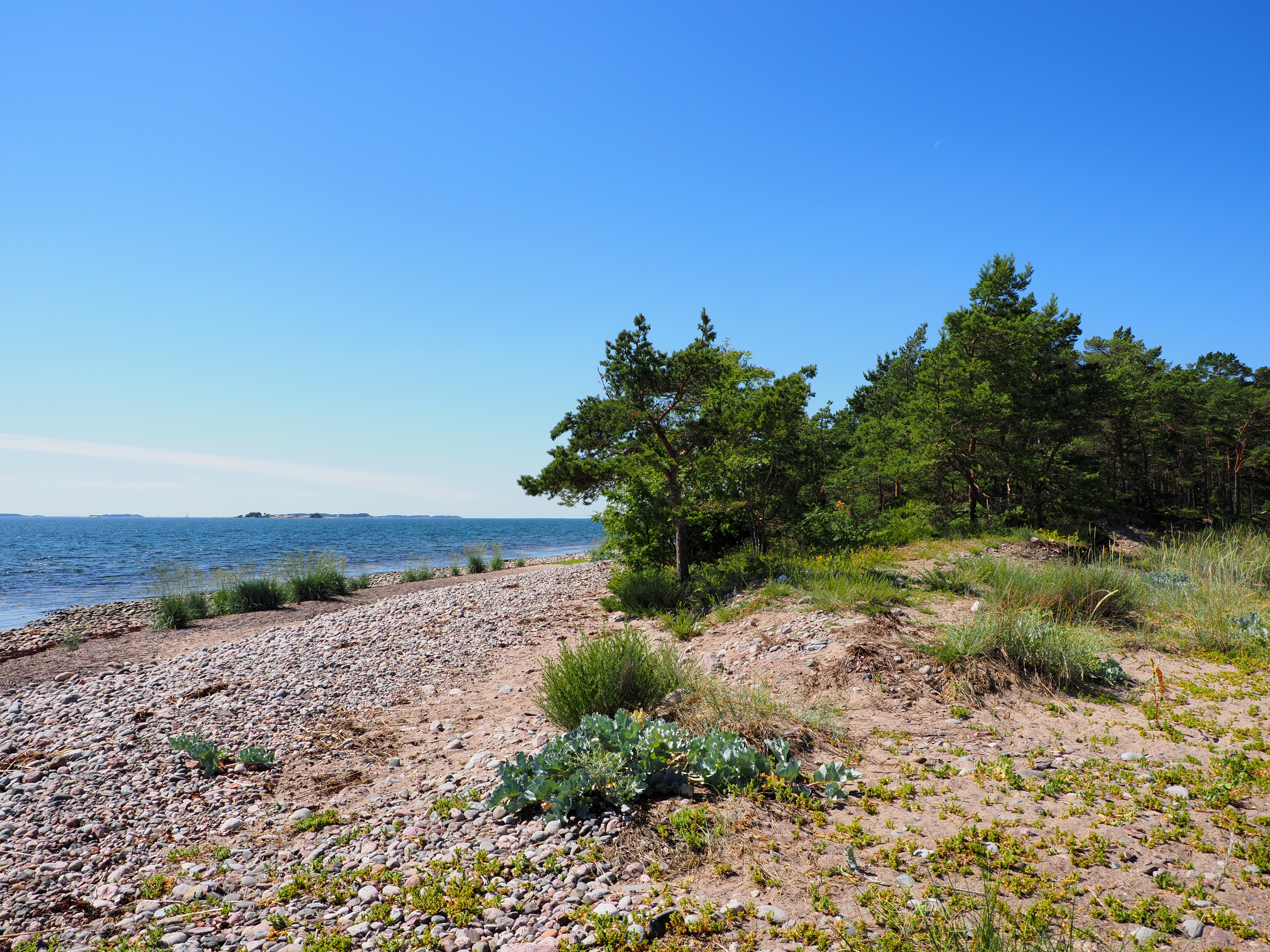
Nature de l'île.